# SN 1995A
SN 1995A – supernowa typu Ia odkryta 2 stycznia 1995 roku w galaktyce M+04-16-06. W momencie odkrycia miała maksymalną jasność 18,00m.